# Regina de Sousa

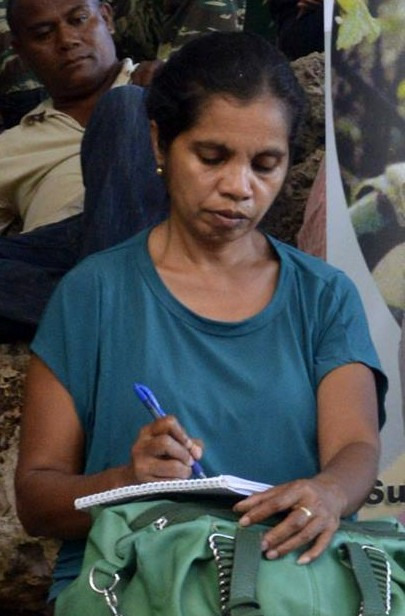
Regina de Souza (2015)

Regina de Sousa (* 10. Juni 1971 in Venilale, Baucau, Portugiesisch-Timor) ist eine osttimoresische Verwaltungsbeamtin.

## Werdegang
Sousa stammt aus einfachen Verhältnissen. Sie wurde 1971 als Jüngste von vier Töchtern und zwei Söhnen von Mateus und Matilda Guterres geboren, die bereits damals dem katholischen Glauben angehörten. 1975 besetzte Indonesien Osttimor.
Sousa besuchte in Venilale die Grundschule (1980–1986) und von 1986 bis 1992 die Prä-Sekundarschule (SMPN). In dieser Zeit lebte sie im Waisenhaus. Von 1989 bis 1992 besuchte Sousa die Sekundarschule (SMA) Hati Kudus Jesus in Dili und lebte im Heim des Konvents der Putri Reinha Rosari (Töchter der Königin des Rosenkranzes PRR), das sich in der Nähe der Schule befand. Es folgte ein Studium an der Katholischen Universität Widya Mandira in Kupang (1992–1996) an der Fakultät für Sozial- und Politikwissenschaften (Fisipol) mit einem Bachelor-Abschluss in Regierungsführung (Governance). An der Technischen Universität in Surabaya (UTS) erhielt Sousa 2013 nach zwei Jahren Studium einen Master-Titel in Regionalverwaltungsmanagement.
Zwischen 1997 und 1999 war Sousa in der indonesischen Verwaltung des Distrikts Viqueque tätig. Nach Abzug der Indonesier und noch während der Übergangsverwaltung der Vereinten Nationen für Osttimor wurde Sousa von 2001 bis 2007 zur Administratorin des Subdistrikt Venilale, aus dem sie stammt. Nach dem Dienst auf diesem Posten blieb sie in der Verwaltung des Distrikts Baucau von 2007 bis 2009 als Leiterin der Abteilung Soziales und Wirtschaft tätig. Ab 2008 kümmerte sie sich auch um das Thema Gender und ehrenamtlich um den Bereich Naturkatastrophen. Im Juli 2009 wurde Sousa Administratorin des Subdistrikts Baucau (Baucau Vila), zu dem auch die Stadt Baucau, Osttimors zweitgrößte Stadt gehört. Das Amt hatte sie bis 2016 inne.
Von 2016 bis 2019 war Sousa weiterhin in der Finanzverwaltung der Gemeindeverwaltung von Baucau als Beamtin tätig und zudem seit 2009 Präsidentin der „Vereinigung der Frauen, die sich für die Entwicklung einsetzen“ (AFEHDAD), einer Organisation zur Unterstützung von Frauen in Baucau. Ab 2019 leitete sie die Abteilung für die Unterstützung von zivilgesellschaftlichen Beziehungen der Gemeindeverwaltung Baucau, die Nichtregierungsorganisationen in ihrer Arbeit unterstützt und wurde 2020 Gemeindedirektorin für soziale Angelegenheiten. Das Amt hatte sie 2022 noch inne.
Bei den Parlamentswahlen in Osttimor 2023 trat Sousa auf Platz 21 der Liste der Partidu Libertasaun Popular (PLP) an, die Partei gewann aber nur vier Sitze.

## Privates
Sousa ist verheiratet mit Nelson dos Santos Batista und hat mit ihm fünf Kinder.